# Championnat de Chypre de football 1961-1962
Navigation
Saison précédente Saison suivante
La saison 1961-1962 du Championnat de Chypre de football était la 24e édition officielle du championnat de première division à Chypre. Les treize meilleurs clubs du pays se retrouvent au sein d'une poule unique, la Cypriot First Division, où ils s'affrontent deux fois, à domicile et à l'extérieur. Pour permettre le passage du championnat de 13 à 12 clubs, le dernier du classement en fin de saison est directement relégué en D2 et il n'y a aucun club promu.
L'Anorthosis Famagouste redevient champion de Chypre en terminant en tête du championnat cette saison, avec 4 points d'avance sur le champion sortant, l'Omonia Nicosie et 5 sur le Pezoporikos Larnaca. Il s'agit du 5e titre de champion de l'histoire du club, le 4e en 5 saisons de championnat. L'Anorthosis réussit le doublé en battant l'Olympiakos Nicosie en finale de la Coupe de Chypre. En bas de tableau, c'est l'AYMA Nicosie qui est rétrogradé en D2 après une saison calamiteuse : aucune victoire, un seul match nul et 23 défaites.

## Les 13 clubs participants
| - APOEL Nicosie - AEL Limassol - Olympiakos Nicosie - Omonia Nicosie - Aris Limassol - EPA Larnaca - Alki Larnaca | - Pezoporikos Larnaca - Anorthosis Famagouste - Nea Salamina - Apollon Limassol - Orfeas Nicosie - AYMA Nicosie |

## Compétition

### Classement
Le barème utilisé pour établir le classement est le suivant :
- Victoire : 2 points
- Match nul : 1 point
- Défaite : 0 point

| Rang | Équipe                  | Pts | J  | G  | N | P  | Bp | Bc  | Diff |
| ---- | ----------------------- | --- | -- | -- | - | -- | -- | --- | ---- |
| 1    | Anorthosis Famagouste C | 35  | 24 | 16 | 3 | 5  | 49 | 26  | +23  |
| 2    | Omonia Nicosie T        | 31  | 24 | 13 | 5 | 6  | 51 | 23  | +28  |
| 3    | Pezoporikos Larnaca     | 30  | 24 | 13 | 4 | 7  | 58 | 38  | +20  |
| 4    | AEL Limassol            | 28  | 24 | 11 | 6 | 7  | 53 | 36  | +17  |
| 5    | Nea Salamina            | 28  | 24 | 11 | 6 | 7  | 48 | 36  | +12  |
| 6    | Olympiakos Nicosie -1   | 26  | 24 | 12 | 3 | 9  | 56 | 38  | +18  |
| 7    | Orfeas Nicosie          | 24  | 24 | 9  | 6 | 9  | 43 | 46  | -3   |
| 8    | Aris Limassol           | 24  | 24 | 9  | 6 | 9  | 39 | 46  | -7   |
| 9    | APOEL Nicosie           | 22  | 24 | 8  | 6 | 10 | 48 | 46  | +2   |
| 10   | Apollon Limassol        | 22  | 24 | 9  | 4 | 11 | 41 | 49  | -8   |
| 11   | EPA Larnaca             | 21  | 24 | 7  | 7 | 10 | 41 | 48  | -7   |
| 12   | Alki Larnaca            | 19  | 24 | 8  | 3 | 13 | 37 | 45  | -8   |
| 13   | AYMA Nicosie            | 1   | 24 | 0  | 1 | 23 | 15 | 102 | -87  |

|  | Vainqueur du championnat de Chypre 1961-1962                                           |
|  | Relégation directe en deuxième division                                                |
|  | T : Tenant du titre C : Vainqueur de la Coupe de Chypre P : Promu de deuxième division |

- L'Olympiakos Nicosie reçoit une pénalité d'un point pour une raison inconnue.

## Bilan de la saison
| Championnat de Chypre de football 1961-1962 |                                  |
| Champion                                    | Anorthosis Famagouste (5e titre) |
| Coupes et trophées                          |                                  |
| Vainqueur de la Coupe de Chypre 1961-1962   | Anorthosis Famagouste            |
| Promotions et relégations                   |                                  |
| Promus en Cypriot First Division            | Aucun                            |
| Relégués en Cypriot Second Division         | AYMA Nicosie                     |